# Bristol (Schraube)

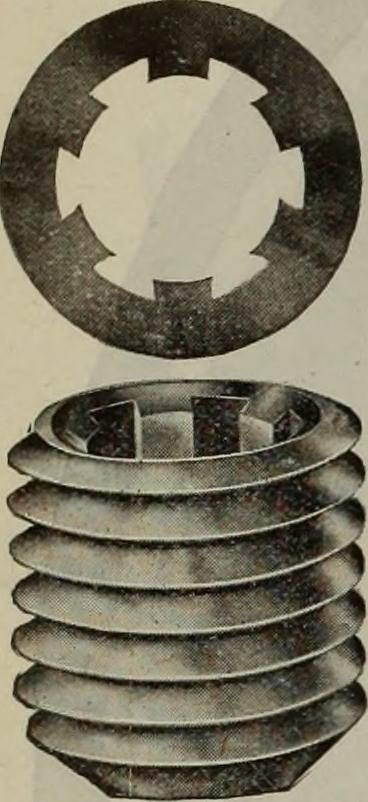
Bristol-Schraube

Die Bristol-Spline Drive ist eine Sicherheitsschraube, die von der US-amerikanischen Bristol Company in Waterbury (Connecticut) entwickelt und auf den Markt gebracht wurde.

## Funktion
Im Schraubenkopf befindet sich ein Sackloch mit einem besonderen Hohl-Profil, das zur Kraftübertragung zwischen Schraube und Schraubenzieher besser als das Seckskantloch der Innensechskantschraube geeignet ist. Im Unterschied zur Innensechskantschraube wird die Umfangskraft über radiale Kontaktflächen übertragen. Da radiale Kräfte fehlen, findet auch keine radiale Verformung von Schraubenkopf und Schraubenzieher statt. Verschleiß durch Aufweiten des Schraubenlochs und Abreiben der Kanten am Schraubenzieher, wie bei der Innensechskantschraube möglich, wird vermieden.  Am 14. Oktober 1913 wurde dafür das US-Patent 1 075 710 an Dwight S. Goodwin erteilt.

## Größen
Die Schrauben werden mit dem Außendurchmesser des Schraubenschlüssels bezeichnet. Es gibt Bristol-Schrauben in 18 Größen von 0,033 bis 0,595 Zoll, davon haben vier Größen (0,033; 0,048; 0,069 und 0,076 Zoll) vier anstatt sechs hinterschnittene Nuten.